# Młodzieżowe Indywidualne Mistrzostwa Australii na Żużlu 2010
Młodzieżowe indywidualne mistrzostwa Australii 2010
W Mildurze odbył się finał MIM Australii. Złoty medal zdobył mistrz świata juniorów z roku 2009 Darcy Ward, który w finałowym biegu pokonał Justina Sedgemana, Anglika Josha Auty i Sama Mastersa.

## Wyniki
- 16 stycznia 2010 r. (sobota),  Mildura

| Msc. | Zawodnik           | Stan                  | Pkt    |             |  |
| ---- | ------------------ | --------------------- | ------ | ----------- |  |
| 1    | Darcy Ward         | Queensland            | 11+3   | (3,w,3,2,3) |  |
| 2    | Justin Sedgmen     | Wiktoria              | 12+2   | (2,3,3,2,2) |  |
| 3    | Josh Auty          | bez stanu             | 10+3+1 | (d,3,2,3,2) |  |
| 4    | Sam Masters        | Nowa Południowa Walia | 14+0   | (3,2,3,3,3) |  |
| 5    | Tyson Nelson       | Queensland            | 10+2   | (3,w,1,3,3) |  |
| 6    | Richard Sweetman   | Nowa Południowa Walia | 9+1    | (2,1,2,3,1) |  |
| 7    | Hugh Skidmore      | Nowa Południowa Walia | 7+0    | (1,w,3,1,2) |  |
| 8    | Josh Grajczonek    | Queensland            | 7      | (u,2,2,2,1) |  |
| 9    | Dakota Norh        | brak danych           | 7      | (2,1,1,2,1) |  |
| 10   | Jake Anderson      | Wiktoria              | 6      | (3,0,1,0,2) |  |
| 11   | Michael Penfold    | Nowa Południowa Walia | 5      | (0,3,0,1,1) |  |
| 12   | Todd Kurtz         | Nowa Południowa Walia | 5      | (1,3,0,1,0) |  |
| 13   | Mason Campton      | Nowa Południowa Walia | 5      | (1,1,d,0,3) |  |
| 14   | Taylor Poole       | Nowa Południowa Walia | 5      | (0,2,2,1,0) |  |
| 15   | Robert Branford    | brak danych           | 4      | (2,2,w,0,0) |  |
| 16   | Ryan Sedgmen       | Wiktoria              | 2      | (1,0,1,0,0) |  |
|      | rez. Ben Hatcliffe | Australia Południowa  | ns     |             |  |
|      | rez. Nick Rowe     | Nowa Południowa Walia | ns     |             |  |